# 鶴見 (大阪市)
鶴見（つるみ）は、大阪府大阪市鶴見区にある町名。現行行政地名は鶴見一丁目から鶴見六丁目。

## 地理
鶴見区の西部に位置し、川を挟んで南に放出東、北に緑、東に横堤、西は南側から北側への順で今福南と今福東と古市（3町いずれも城東区）と接している。

### 河川
- 寝屋川

## 世帯数と人口
2019年（令和元年）9月30日現在の世帯数と人口は以下の通りである。
| 丁目       | 世帯数    | 人口     |
| ---------- | --------- | -------- |
| 鶴見一丁目 | 1,608世帯 | 4,419人  |
| 鶴見二丁目 | 1,250世帯 | 2,377人  |
| 鶴見三丁目 | 1,689世帯 | 3,651人  |
| 鶴見四丁目 | 1,487世帯 | 3,176人  |
| 鶴見五丁目 | 1,355世帯 | 2,753人  |
| 鶴見六丁目 | 642世帯   | 1,748人  |
| 計         | 8,031世帯 | 18,124人 |

### 人口の変遷
国勢調査による人口の推移。
| 1995年（平成7年）  | 13,513人 | [ 5 ] |  |
| 2000年（平成12年） | 13,717人 | [ 6 ] |  |
| 2005年（平成17年） | 14,797人 | [ 7 ] |  |
| 2010年（平成22年） | 17,683人 | [ 8 ] |  |
| 2015年（平成27年） | 18,135人 | [ 9 ] |  |

### 世帯数の変遷
国勢調査による世帯数の推移。
| 1995年（平成7年）  | 4,961世帯 | [ 5 ] |  |
| 2000年（平成12年） | 5,367世帯 | [ 6 ] |  |
| 2005年（平成17年） | 5,992世帯 | [ 7 ] |  |
| 2010年（平成22年） | 7,166世帯 | [ 8 ] |  |
| 2015年（平成27年） | 7,501世帯 | [ 9 ] |  |

## 学区
市立小・中学校に通う場合、学区は以下の通りとなる。なお、小学校・中学校入学時に学校選択制度を導入しており、通学区域以外に鶴見区にある小学校・中学校から選択することも可能。
| 丁目       | 番           | 小学校               | 中学校             |
| ---------- | ------------ | -------------------- | ------------------ |
| 鶴見一丁目 | 6番73～103号 | 大阪市立横堤小学校   | 大阪市立横堤中学校 |
| 鶴見一丁目 | その他       | 大阪市立鶴見南小学校 | 大阪市立緑中学校   |
| 鶴見二丁目 | 全域         | 大阪市立鶴見南小学校 | 大阪市立緑中学校   |
| 鶴見三丁目 | 全域         | 大阪市立鶴見南小学校 | 大阪市立緑中学校   |
| 鶴見四丁目 | 全域         | 大阪市立鶴見小学校   | 大阪市立緑中学校   |
| 鶴見五丁目 | 全域         | 大阪市立鶴見小学校   | 大阪市立緑中学校   |
| 鶴見六丁目 | 2番          | 大阪市立みどり小学校 | 大阪市立緑中学校   |
| 鶴見六丁目 | その他       | 大阪市立鶴見小学校   | 大阪市立緑中学校   |

## 事業所
2016年（平成28年）現在の経済センサス調査による事業所数と従業員数は以下の通りである。
| 丁目       | 事業所数  | 従業員数 |
| ---------- | --------- | -------- |
| 鶴見一丁目 | 50事業所  | 1,095人  |
| 鶴見二丁目 | 43事業所  | 391人    |
| 鶴見三丁目 | 134事業所 | 1,067人  |
| 鶴見四丁目 | 307事業所 | 4,607人  |
| 鶴見五丁目 | 52事業所  | 524人    |
| 鶴見六丁目 | 46事業所  | 409人    |
| 計         | 632事業所 | 8,093人  |

## 交通

### 鉄道
- 大阪市高速電気軌道
  - 長堀鶴見緑地線 今福鶴見駅（所在地は城東区今福東2丁目であるが、一部は鶴見に入っている。）

### 道路
- 国道479号
- 大阪府道8号大阪生駒線
- 大阪府道159号平野守口線

## 施設
- 大阪信愛学院大学
- 大阪信愛学院短期大学 鶴見キャンパス
- 大阪市立緑中学校
- 大阪市立鶴見小学校
- 大阪市立鶴見南小学校
- 鶴見菊水幼稚園
- 大阪鶴見郵便局
- 大阪鶴見五郵便局
- アサヒペン 本店・大阪本社
- 鶴見製作所 本社
- コープおおさか病院
- イオンモール鶴見緑地
- 万代 鶴見店
- 島忠 ホームズ鶴見店
- 鶴見神社

## その他

### 日本郵便
- 〒538-0053[3]（集配局：大阪城東郵便局[13]）